# Sowjetischer Fußballpokal 1986/87
Der Sowjetische Fußballpokal 1986/87 war die 46. Austragung des sowjetischen Pokalwettbewerbs der Männer. Pokalsieger wurde Dynamo Kiew. Das Team setzte sich im Finale gegen Dinamo Minsk durch. Da Dynamo als Meister der Saison 1986 am Europapokal der Landesmeister teilnahm, erhielt die unterlegene Mannschaft von Dinamo Minsk das Recht zur Teilnahme am Europapokal der Pokalsieger.

## Modus
An dem Wettbewerb nahmen die 16 Erstligisten, die 24 Zweitligisten und 40 Mannschaften der drittklassigen Wtoraja Liga teil.
Alle Begegnungen wurden in einem Spiel entschieden. Stand es in den K.-o.-Spielen nach regulärer Spielzeit unentschieden, wurde das Spiel um zweimal 15 Minuten verlängert. Stand danach kein Sieger fest, wurden der Sieger per Elfmeterschießen ermittelt.

## Teilnehmende Teams
| Wysschaja Liga (16) | Wysschaja Liga (16) | Perwaja Liga (24) | Perwaja Liga (24) |
| --- | --- | --- | --- |
| - Dynamo Moskau - Spartak Moskau - Torpedo Moskau - Ararat Jerewan - Dynamo Kiew - Dinamo Minsk - Dinamo Tiflis - Dnjepr Dnjepropetrowsk                                   | - Kairat Alma-Ata - Metallist Charkow - Neftçi Baku - Schachtjor Donezk - Torpedo Kutaissi - Tschernomorez Odessa - FK Žalgiris Vilnius - Zenit Leningrad                                                                | - Atlantas Klaipėda - Daugava Riga - Dinamo Batumi - Dynamo Stawropol - Fakel Woronesch - Guria Lantschchuti - SKA Karpaty Lwow - Kolos Nikopol - Kotajk Abowjan - Kuban Krasnodar - Nistru Kischinjow - Iskra Smolensk | - Kusbass Kemerowo - Lokomotive Moskau - Metallurg Saporoschje - Pachtakor Taschkent - Pamir Duschanbe - Rostselmasch Rostow - SKA Rostow - Rotor Wolgograd - Schinnik Jaroslawl - SKA Chabarowsk - Spartak Ordschonikidse - ZSKA Moskau |
| Wtoraja Liga (40) | | | |
| - Arsenal Tula - Awangard Kursk - Chimik Grodno - Dynamo Brjansk - Dynamo Kirow - Dinamo Samarkand - Dnjepr Mogiljow - Geolog Tjumen - Irtysch Omsk - Karabach Stepanakert | - Kjapas Kirowabad - Kolchostschy Aschchabat - Krasnaja Presnja Moskau - Krylja Sowetow Kuibyschew - Meliorator Schymkent - Metallurg Lipezk - Neftjanik Fergana - Nywa Ternopil - Nywa Winnyzja - Sakarpattja Uschgorod | - Sarafschan Navoi - Sochibkor Xalıqabat - Sokol Saratow - Schachtjor Karaganda - SKA Kiew - SKA Odessa - Sorki Krasnogorsk - Snamja Truda Orechowo-Sujewo - Spartak Oktemberjan - Spartak Naltschik                    | - Sudostroitel Nikolajew - Swesda Irkutsk - Swesda Perm - Tawrija Simferopol - Torpedo Rubzowsk - Traktor Pawlodar - Uralan Elista - Uralez Nischni Tagil - Uralmasch Swerdlowsk - Zelinnik Zelinograd                                   |

## 1. Runde
Teilnehmer: Die 24 Zweitligisten und 40 Drittligisten.
| Datum      |                           | Ergebnis              |                              |
| ---------- | ------------------------- | --------------------- | ---------------------------- |
| 02.05.1986 | Geolog Tjumen             | 1:0                   | Schinnik Jaroslawl           |
| 02.05.1986 | Dinamo Samarkand          | 1:0 n. V.             | Swesda Irkutsk               |
| 02.05.1986 | Dynamo Stawropol          | 4:1                   | Sarafschan Navoi             |
| 02.05.1986 | Dnjepr Mogiljow           | 3:0                   | Nywa Ternopil                |
| 02.05.1986 | Sakarpattja Uschgorod     | 4:0                   | Dynamo Brjansk               |
| 02.05.1986 | Swesda Perm               | 0:0 n. V. (7:8 i. E.) | Kjapas Kirowabad             |
| 02.05.1986 | Sorki Krasnogorsk         | 2:1                   | Guria Lantschchuti           |
| 02.05.1986 | Karabach Stepanakert      | 1:1 n. V. (2:4 i. E.) | SKA Karpaty Lwow             |
| 02.05.1986 | Kotajk Abowjan            | 1:1 n. V. (4:2 i. E.) | Metallurg Lipezk             |
| 02.05.1986 | Krylja Sowetow Kuibyschew | 1:0                   | Spartak Ordschonikidse       |
| 02.05.1986 | Kuban Krasnodar           | 4:0                   | Dynamo Kirow                 |
| 02.05.1986 | Kusbass Kemerowo          | 4:1                   | Awangard Kursk               |
| 02.05.1986 | Lokomotive Moskau         | 0:0 n. V. (2:3 i. E.) | Tawrija Simferopol           |
| 02.05.1986 | Meliorator Schymkent      | 2:3                   | Traktor Pawlodar             |
| 02.05.1986 | Metallurg Saporoschje     | 2:0                   | Zelinnik Zelinograd          |
| 02.05.1986 | Pamir Duschanbe           | 2:2 n. V. (3:2 i. E.) | Neftjanik Fergana            |
| 02.05.1986 | Pachtakor Taschkent       | 3:1                   | Nywa Winnyzja                |
| 02.05.1986 | Rostselmasch Rostow       | 3:0                   | Arsenal Tula                 |
| 02.05.1986 | Rotor Wolgograd           | 4:1                   | Irtysch Omsk                 |
| 02.05.1986 | SKA Kiew                  | 0:1                   | Dinamo Batumi                |
| 02.05.1986 | SKA Odessa                | 1:4 n. V.             | Uralan Elista                |
| 02.05.1986 | SKA Rostow                | 3:1                   | Sudostroitel Nikolajew       |
| 02.05.1986 | Sokol Saratow             | 4:2                   | Iskra Smolensk               |
| 02.05.1986 | Sochibkor Xalıqabat       | 1:3                   | Daugava Riga                 |
| 02.05.1986 | Spartak Naltschik         | 1:2 n. V.             | Fakel Woronesch              |
| 02.05.1986 | Spartak Oktemberjan       | 1:0                   | Kolchostschy Aschchabat      |
| 02.05.1986 | Torpedo Rubzowsk          | 1:2                   | Kolos Nikopol                |
| 02.05.1986 | Uralez Nischni Tagil      | 2:0                   | SKA Chabarowsk               |
| 02.05.1986 | Uralmasch Swerdlowsk      | 0:1 n. V.             | Nistru Kischinjow            |
| 02.05.1986 | Chimik Grodno             | 2:1                   | Krasnaja Presnja Moskau      |
| 02.05.1986 | ZSKA Moskau               | 4:1                   | Snamja Truda Orechowo-Sujewo |
| 02.05.1986 | Schachtjor Karaganda      | 1:0                   | Atlantas Klaipėda            |

## 2. Runde
Teilnehmer: Die 32 Sieger der 1. Runde
| Datum      |                      | Ergebnis              |                           |
| ---------- | -------------------- | --------------------- | ------------------------- |
| 09.05.1986 | Geolog Tjumen        | 2:3 n. V.             | Dynamo Stawropol          |
| 09.05.1986 | Daugava Riga         | 5:0                   | Nistru Kischinjow         |
| 09.05.1986 | Dinamo Batumi        | 2:1                   | Uralan Elista             |
| 09.05.1986 | Kolos Nikopol        | 2:0                   | Spartak Oktemberjan       |
| 09.05.1986 | Kotajk Abowjan       | 1:0                   | Krylja Sowetow Kuibyschew |
| 09.05.1986 | Kuban Krasnodar      | 2:1                   | Rotor Wolgograd           |
| 09.05.1986 | Kjapas Kirowabad     | 4:1                   | Pamir Duschanbe           |
| 09.05.1986 | Rostselmasch Rostow  | 1:0 n. V.             | Sorki Krasnogorsk         |
| 09.05.1986 | SKA Rostow           | 0:2                   | Dnjepr Mogiljow           |
| 09.05.1986 | SKA Karpaty Lwow     | 2:0                   | Dinamo Samarkand          |
| 09.05.1986 | Sokol Saratow        | 3:2 n. V.             | Sakarpattja Uschgorod     |
| 09.05.1986 | Tawrija Simferopol   | 2:1                   | Pachtakor Taschkent       |
| 09.05.1986 | Traktor Pawlodar     | 0:1                   | Schachtjor Karaganda      |
| 09.05.1986 | Uralez Nischni Tagil | 1:1 n. V. (2:4 i. E.) | Metallurg Saporoschje     |
| 09.05.1986 | Fakel Woronesch      | 2:3                   | Chimik Grodno             |
| 09.05.1986 | ZSKA Moskau          | 2:1                   | Kusbass Kemerowo          |

## 3. Runde
Teilnehmer: Die 16 Sieger der 2. Runde und die 16 Erstligisten
| Datum      |                       | Ergebnis              |                        |
| ---------- | --------------------- | --------------------- | ---------------------- |
| 14.06.1986 | Daugava Riga          | 2:1                   | Kairat Alma-Ata        |
| 14.06.1986 | Dinamo Batumi         | 1:2                   | Metallist Charkow      |
| 14.06.1986 | Dinamo Tiflis         | 2:0                   | Rostselmasch Rostow    |
| 14.06.1986 | Dnjepr Mogiljow       | 0:2 n. V.             | Zenit Leningrad        |
| 14.06.1986 | FK Žalgiris Vilnius   | 3:0                   | Kuban Krasnodar        |
| 14.06.1986 | Kolos Nikopol         | 2:0                   | Schachtjor Donezk      |
| 14.06.1986 | Kjapas Kirowabad      | 1:1 n. V. (7:6 i. E.) | Torpedo Kutaissi       |
| 14.06.1986 | Metallurg Saporoschje | 2:1 n. V.             | Dnjepr Dnjepropetrowsk |
| 14.06.1986 | SKA Karpaty Lwow      | 1:0                   | Ararat Jerewan         |
| 14.06.1986 | Spartak Moskau        | 3:1                   | ZSKA Moskau            |
| 14.06.1986 | Tawrija Simferopol    | 2:1                   | Tschernomorez Odessa   |
| 14.06.1986 | Chimik Grodno         | 1:0                   | Neftçi Baku            |
| 14.06.1986 | Schachtjor Karaganda  | 1:3                   | Dynamo Moskau          |
| 14.06.1986 | Torpedo Moskau        | 3:1                   | Sokol Saratow          |
| 14.06.1986 | Dinamo Minsk          | 4:1                   | Kotajk Abowjan         |
| 14.06.1986 | Dynamo Stawropol      | 1:2                   | Dynamo Kiew            |

## Achtelfinale
| Datum      |                    | Ergebnis              |                       |
| ---------- | ------------------ | --------------------- | --------------------- |
| 04.08.1986 | Zenit Leningrad    | 0:1                   | Dinamo Minsk          |
| 05.08.1986 | Kolos Nikopol      | 1:0                   | Metallurg Saporoschje |
| 05.08.1986 | Metallist Charkow  | 1:0 n. V.             | Spartak Moskau        |
| 05.08.1986 | SKA Karpaty Lwow   | 1:1 n. V. (3:2 i. E.) | FK Žalgiris Vilnius   |
| 05.08.1986 | Tawrija Simferopol | 4:3                   | Chimik Grodno         |
| 05.08.1986 | Torpedo Moskau     | 2:1                   | Dinamo Tiflis         |
| 06.08.1986 | Dynamo Moskau      | 3:1                   | Daugava Riga          |
| 27.09.1986 | Dynamo Kiew        | 2:1                   | Kjapas Kirowabad      |

## Viertelfinale
| Datum      |                   | Ergebnis              |                    |
| ---------- | ----------------- | --------------------- | ------------------ |
| 14.05.1986 | Dynamo Kiew       | 4:0                   | SKA Karpaty Lwow   |
| 14.05.1986 | Dinamo Minsk      | 3:2                   | Torpedo Moskau     |
| 14.05.1986 | Dynamo Moskau     | 1:0                   | Kolos Nikopol      |
| 14.05.1986 | Metallist Charkow | 0:0 n. V. (2:3 i. E.) | Tawrija Simferopol |

## Halbfinale
| Datum      |                    | Ergebnis              |               |
| ---------- | ------------------ | --------------------- | ------------- |
| 22.05.1987 | Tawrija Simferopol | 0:2                   | Dinamo Minsk  |
| 22.05.1987 | Dynamo Kiew        | 0:0 n. V. (5:4 i. E.) | Dynamo Moskau |

## Finale
| Paarung        | Dynamo Kiew – Dinamo Minsk |
| Ergebnis       | 3:3 n. V. (3:3, 2:1), 4:3 i. E. |
| Datum          | 14. Juni 1987 |
| Stadion        | Olympiastadion Luschniki, Moskau |
| Zuschauer      | 75.000 |
| Schiedsrichter | Waleri Butenko |
| Tore           | 0:1 Georgi Kondratjew (20.) 1:1 Wassili Raz (45.) 1:2 Andrei Sygmantowitsch (45.+1') 1:3 Sergei Aleijnikow (60.) 2:3 Oleg Kusnezow (63.) 3:3 Alexander Sawarow (90.) Elfmeterschießen: 0:1 Alexander Metlizki 1:1 Anatoli Demjanenko Sergei Borowski (gehalten) 2:1 Alexei Michailitschenko Sergej Alejnikow (verschossen) 3:2 Sergei Baltatscha 3:3 Juri Kurnenin 4:3 Wadym Jewtuschenko |
| Dynamo Kiew    | Wiktor Tschanow – Anatoli Demjanenko , Oleg Kusnezow, Sergei Baltatscha, Wassili Raz – Pawel Jakowenko – Alexei Michailitschenko, Wadym Jewtuschenko, Alexander Sawarow, Andrei Bal – Oleg Blochin (57. Iwan Jaremtschuk, 70. Wladimir Gorilyj) Cheftrainer: Waleri Lobanowski |
| Dinamo Minsk   | Andrei Sazunkjewitsch – Sergei Derkatsch (87. Alexander Kisten), Wiktor Januschewski, Sergei Borowski, Alexander Metlizki – Andrei Schalimo (56. Igor Gurinowitsch), Andrei Sygmantowitsch, Sergej Alejnikow, Sergei Gozmanow – Georgi Kondratjew, Wiktor Sokol (80. Juri Kurnenin) Cheftrainer: Iwan Sawostikow                                                                          |
| Gelbe Karten   | keine – Andrei Sygmantowitsch |